# Бхартріхарі
Бхартріхарі (*भर्तृहरि, VII ст ) — індійський поет та граматик, складав твори на санскриті.

## Життєпис
Про Бхартріхарі існує безліч суперечливих легенд і розповідей. За одними версіями він жив у V ст. Він був сином брахмана Відьясагари і шудри Мандакіні. Будучи радником царя Калінги, Відьясагара отримав царство після смерті правителя. Після смерті Відьясагари Бхартріхарі був призначений магараджею своїми ж братами. Він був щасливий, поки не дізнався, що дружина зраджує йому. Коли її таємниці була відкрита, вона спробувала його отруїти. Бхартріхарі, розчарувавшись у житті, став жити як аскет.
Найбільш вірогідна розповідь міститься в нарисах китайського паломника Іцзіна. Він повідомляє, що за сорок років до його приїзду до Індії (тобто в 651 році) помер великий учений Бхартріхарі, який написав граматичний трактат «Вакьяпадія» і низку інших широко відомих в Індії творів. Малюючи Бхартріхарі буддистом, Іцзін каже, що він постійно коливався між чернечого та світської життям. Одного разу — розповідає Іцзін, — вступивши в монастир, він тут же попросив свого учня тримати для нього напоготові візок, щоб він міг відразу ж виїхати, як тільки спокуси світу візьмуть у ньому гору.
Сьогодні більшість вчених схильні прийняти гіпотезу про тотожність Бхартріхарі-граматика і Бхартріхарі-поета.

## Стиль
Кожна строфа Бхартріхарі — замкнуте ціле. Кожну одухотворяє власна думка, самостійна ідея; а ємна форма довгого, як правило, метра дозволяє сконцентрувати в одній строфі зміст, іноді цілком достатній для невеликої поеми. Але при всьому тому строфи шатак не просто поєднані одна з одною, але всі разом ніби створюють синтетичну картину навколишньої їх автора дійсності. Ця картина хвилює, оскільки в ній відбилися не тільки суб'єктивні настрої поета, але й властива їй та, безсумнівно, об'єктивна цінність.
Ця іноді прекрасна, іноді повна протиріч, а іноді і трагічна дійсність, яка стоїть за строфами Бхартріхарі, була незнайома його попередникам в поезії, але вона явно втілила в собі суттєві риси індійського поетичного світосприймання кінця класичної епохи.

## Творчість
Спадок Бхартріхарі складають три шатаки: «Шрінгарашатака» («Сто строф про любов»), «Нітішатака» («Сто строф про мудру поведінку») і «Вайрагьяшатака» («Сто строф про відчуженість»). Збережені рукописи шатак повні інтерполяцій і додавань, в них є строфи з «Панчатантри», «Шакунтали», «Мудраракшаси», строфи, які антології приписують іншим поетам, і тому скільки-небудь точно реконструювати оригінали шатак тепер неможливо.
Бхартріхарі має справу з традиційними для давньоіндійської філософії аспектами життя: любов'ю, практичною поведінкою і духовним звільненням. Традиційна тематика піддається у Бхартріхарі суб'єктивному трактуванню, іноді настільки явно вираженому, що окремі строфи читаються як уривки з ліричної сповіді поета. Основний мотив творчості Бхартріхарі — боротьба з власною прихильністю до ілюзорних спокус життя; з одного боку, жінки, царський двір, багатство, а з іншого — байдужість до чуттєвих радощів, мудрий роздум, безпристрасність — ось два полюси, які підтримують ліричну напругу в поезії Бхартріхарі і визначають зміст кожної шатаки.
Особливо чітко це виражено в «Шрінгарашатаці». Всупереч строфам, що оспівують радість кохання, Бхартріхарі все частіше стверджує, що краса — це зло, а жінка отруйна, наче змія.
Та ж тема катастрофи ілюзій звучить і в «Нітішатаці», але тепер вже вона вирішується в іншому, соціальному плані. Поет далекий від бунтарства, він просто показує своє поступове розчарування в багатстві, правителях, своє усвідомлення несправедливості їх всевладдя, але це додає його строфам відтінок соціального протесту.
У «Вайрагьяшатаке», яка містить підсумок роздумів поета про життя і де тема відчуженості стає центральною, Бхартріхарі закликає «харчуватися тільки плодами і корінням», «йти в ліси, де не звучить слово царів, нікчемних, зі сліпим розумом і хворих пристрастю до багатства». Прихильність до життя та її чуттєвим радощам здається йому безглуздою, адже насолоди «швидкоплинні, як гра блискавки», а життя «не міцна, як крапля дощу на поверхні листа лотоса». Тільки аскеза, відчуженість від бажань, роздуми про нескінченному можуть протистояти руйнівній силі часу, спопеляючого і розкішні міста, і могутніх царів.